# 小林隆男
小林 隆男（こばやし たかお、1960年 - ）は、日本の天文家。会社に勤める傍らで天体捜索を行っており、2000個以上の小惑星の発見者として、また小林彗星の発見者として知られる。群馬県大泉町在住。

## 業績
1991年に発見した(4807)のぼるを初め、(8883)宮崎駿、(9106)八咫烏など多数の小惑星を発見し、命名している。その数は単独発見2477個・共同発見2個に上り（2016年11月現在）、これは日本の天文家としては最大の発見数であり、世界的にも（組織でなく）個人名による発見数では3位、一個人による発見数ではエリック・エルストに次いで2位である。
また、周期彗星・小林彗星(P/1997 B1、周期25.17年)を、アマチュア天文家として初めてCCDカメラで発見したことでも知られる。2008年12月31日にはりょうけん座の銀河NGC 4846に15.7等の超新星SN 2008ipを発見している。
1919年にカール・ラインムートが発見した小惑星(3500)が中野主一の提案によりKobayashiと命名されている。